# 亚热带

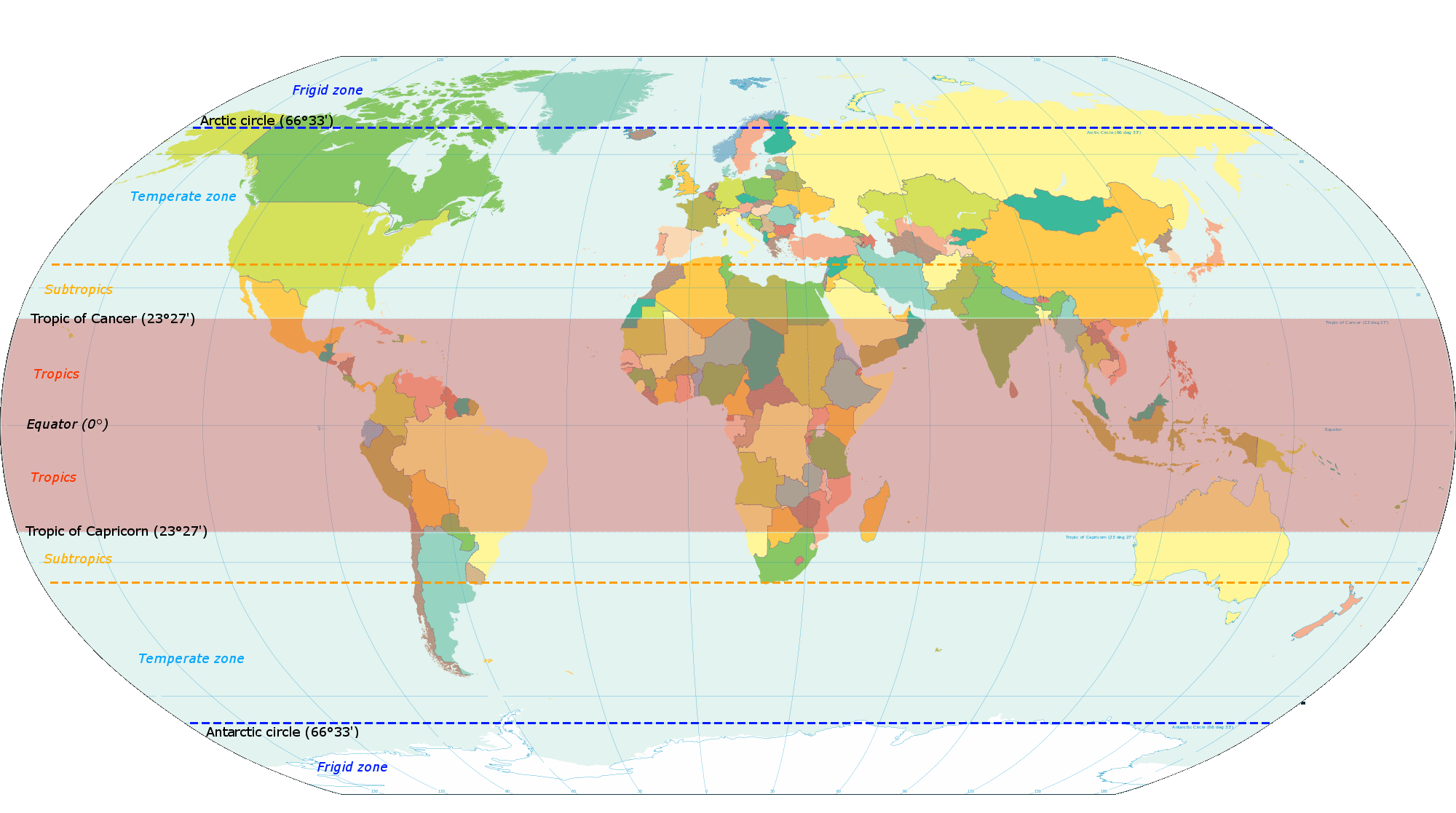
熱帶與亚热带（紅區到黃線處）

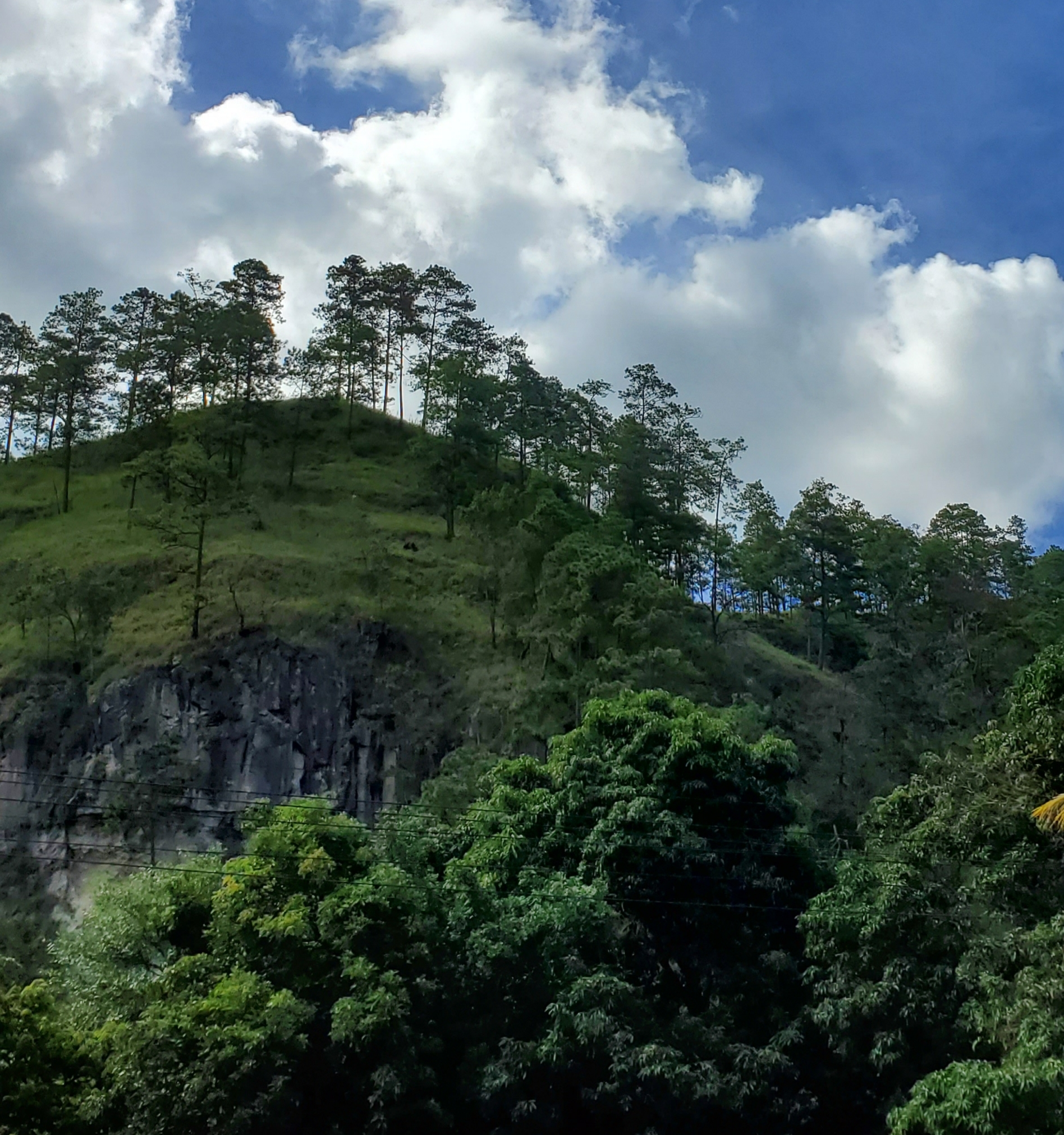
錫瓜特佩克 (科馬亞瓜省)

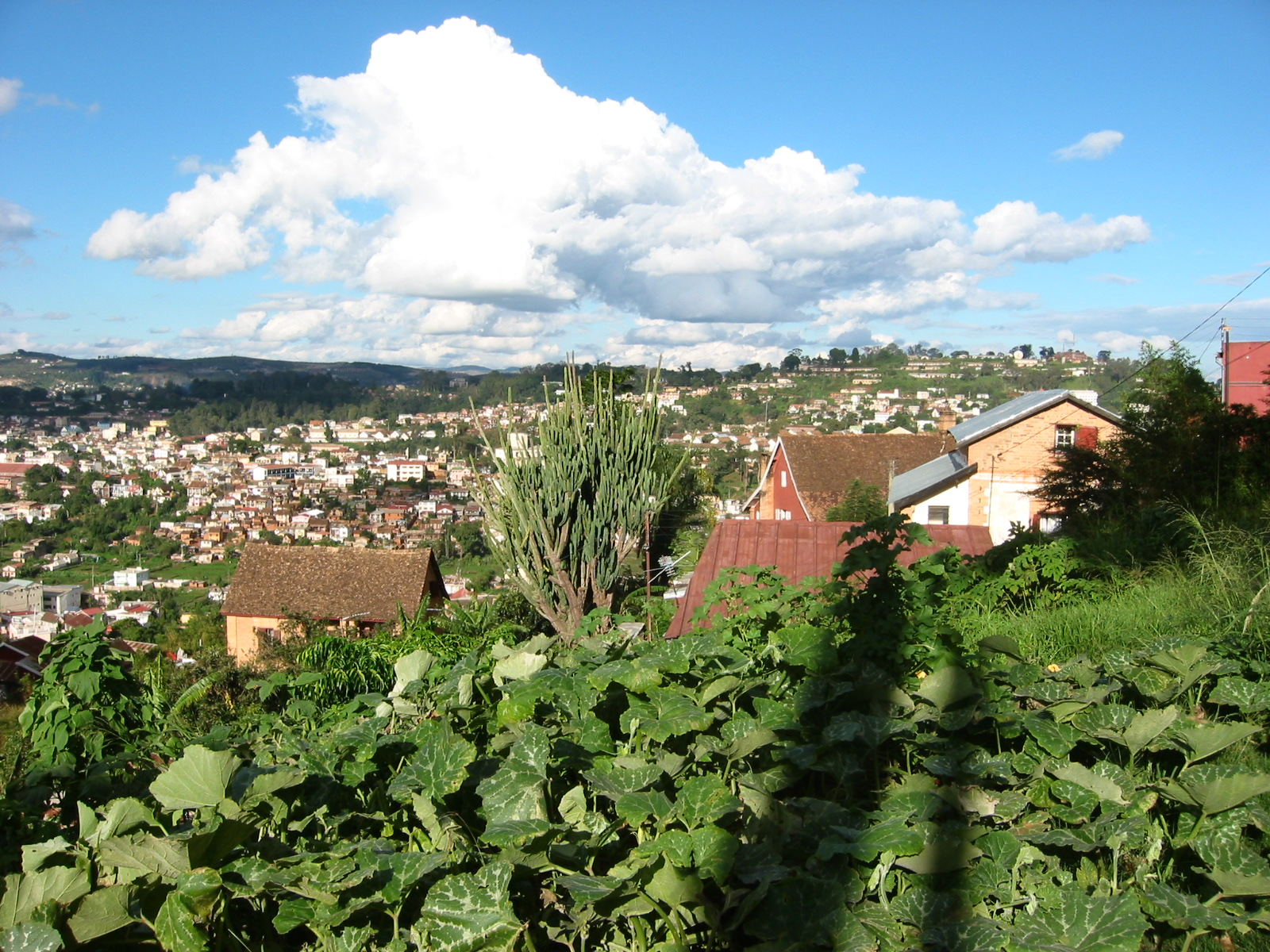
馬達加斯加的塔那那利佛景观

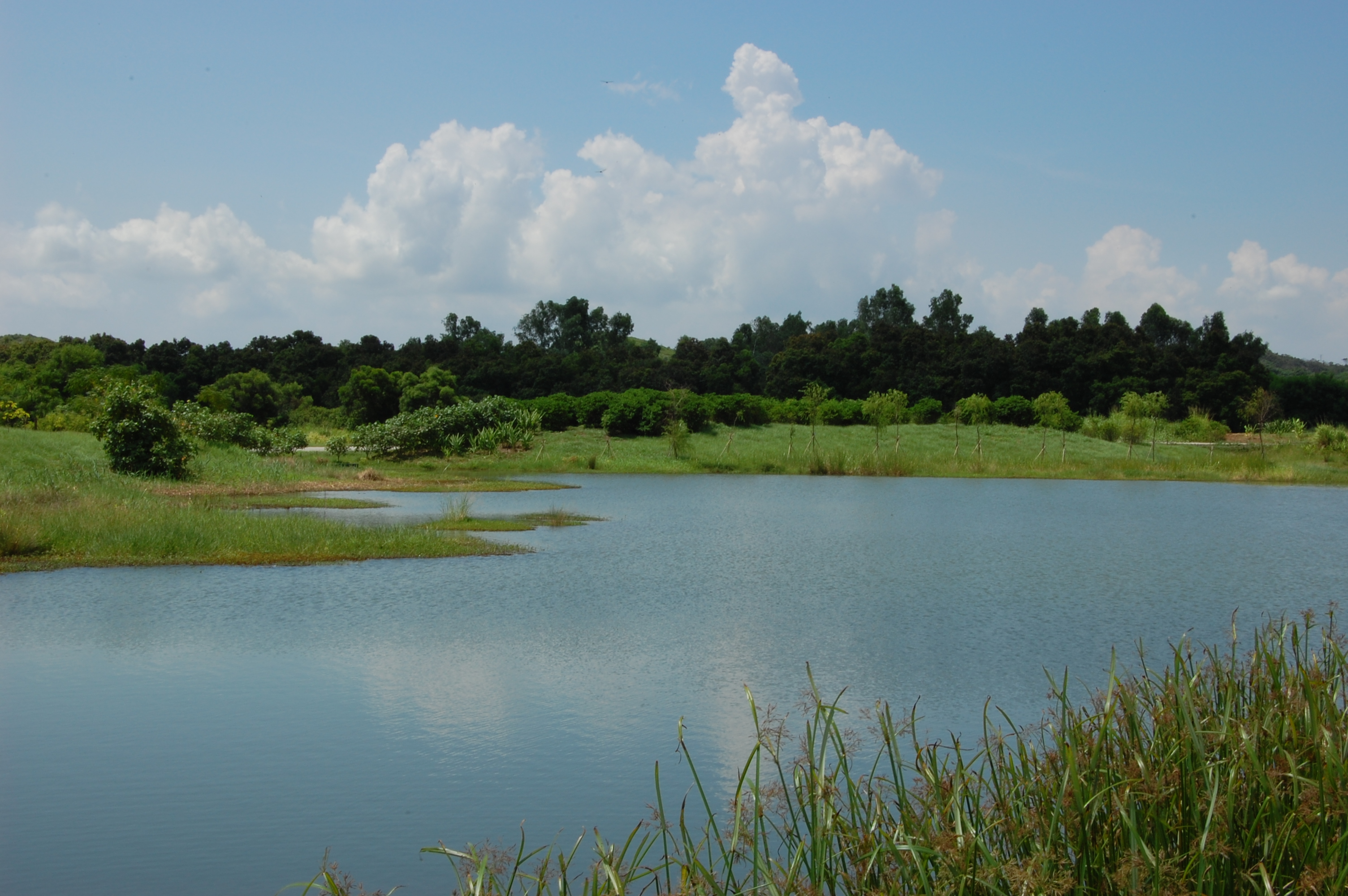
香港濕地公園

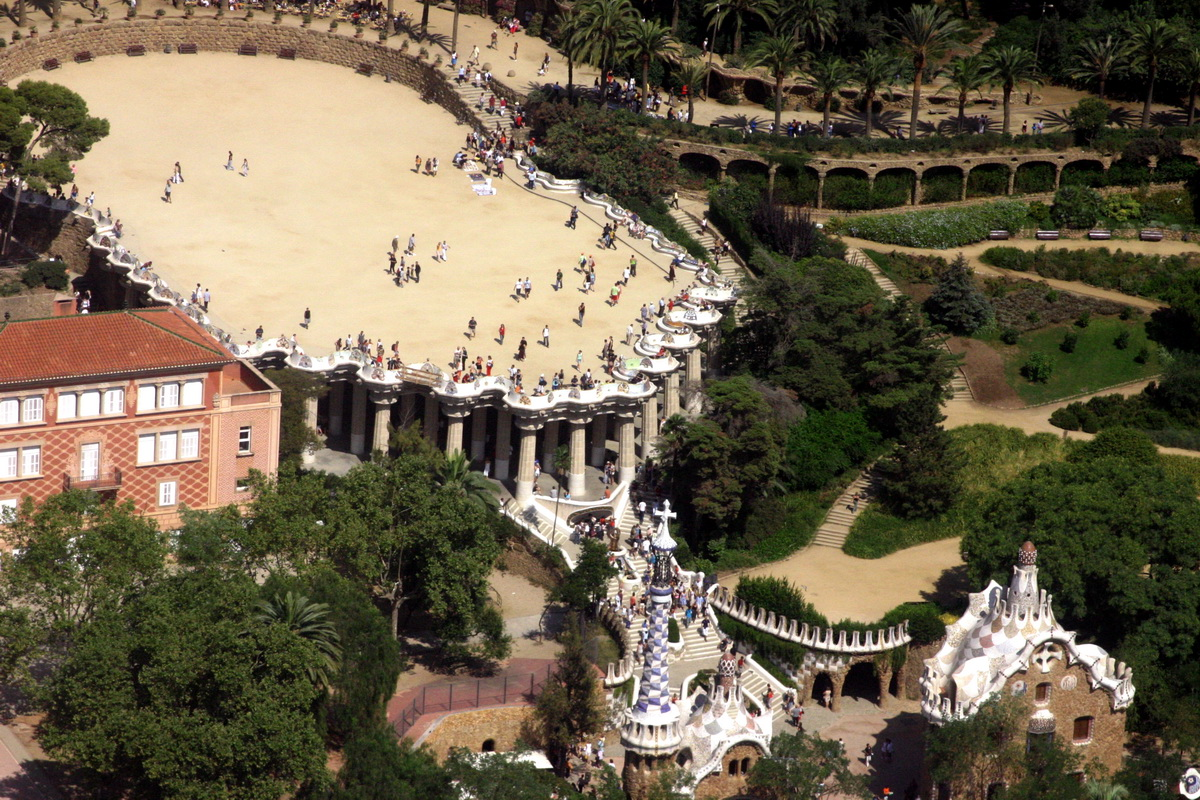
西班牙巴塞羅那

亚热带，又稱副热带，是地球上的一种气候地带。一般亚热带位于温带靠近热带的地区（大約在北纬23°27'到35°之间和南纬23°27'到35°之间），兩者以北回歸線及南回歸線分隔。亚热带的气候特点是其夏季与热带相似，最热月平均氣溫高於攝氏22度，亚热带地区的夏天可以比熱帶地区更炎熱；但冬季受靠近極區的大陸高壓及季風影响，氣温明显比热帶寒冷，但較少出現下雪天氣。最冷月均温在摄氏0度到18度之間。亞熱帶的降雨有季節性，通常分為雨季及旱季。

## 气候

### 气候型
副热带季风气候、副熱帶夏乾氣候（地中海型氣候）、副热带湿润气候和副熱帶乾旱半乾旱氣候等。
柯本氣候分類法，亞熱帶氣候屬於C類，分別是副熱帶濕潤氣候（Cfa, Cwa）、海洋性氣候（Cfb, Cwb, Cfc）及地中海式氣候（Csa, Csb）。

### 天气系统
活动于本带的天气系统有热带气旋、锋面气旋、季风槽、副热带高压和西风带等。

### 地球分佈
副熱帶位處熱帶和溫帶之間，包括北半球的中國大陸華南大部分地区、越南北部、日本列島南部、臺灣島臺南以北、美國南部、歐洲的伊比利亞半島，亚平宁半岛，希腊，北非等地中海沿岸区域，南半球的澳洲大部、紐西蘭北島北部、南美洲南部及南非。

## 土壤
本区泥土土壤偏酸性分布着大范围的红壤和黄土。本区土壤由于受雨水淋溶和常年的微生物分解，大部分地区相对其他地区土壤贫瘠。

## 植被
该地区植被特点是根系广大，不论是在溼润地区或是干旱地区。主要植被类型有亚热带常绿阔叶林、亚热带常绿硬叶林、沙漠植被。